# Viviers-lès-Offroicourt
Viviers-lès-Offroicourt är en kommun i departementet Vosges i regionen Grand Est (tidigare regionen Lorraine) i nordöstra Frankrike. Kommunen ligger i kantonen Vittel som tillhör arrondissementet Neufchâteau. År 2022 hade Viviers-lès-Offroicourt 27 invånare.

## Befolkningsutveckling
Antalet invånare i kommunen Viviers-lès-Offroicourt
| Referens: INSEE |